# Lygtemandens sang
Lygtemandens sang er Gnags' 15. studiealbum, udgivet i 1991. Det indeholdt hits som titelnummeret og "Lav sol over Århus", men fik en noget blandet modtagelse af anmelderne.

## Numre

### Side 1
1. "Lygtemandens sang" (4:05)
2. "Blåbærbob" (4:40)
3. "Lav sol over Århus" (4:15)
4. "Sukkenes bro" (4:00)
5. "Grøn mand" (4:45)
6. "Dybt i mit bliks blikstille blå" (3:50)

### Side 2
1. "Er vi i live, eller hva'?" (4:50)
2. "Vores kærligheds bål" (3:05)
3. "En aften på stranden i oktober" (3:30)
4. "Tung, tung trafik" (4:55)
5. "Gi´mig en krog inde i byen" (3:40)
6. "Sidste sang" (4:30)